# 스타디움역 (싱가포르)

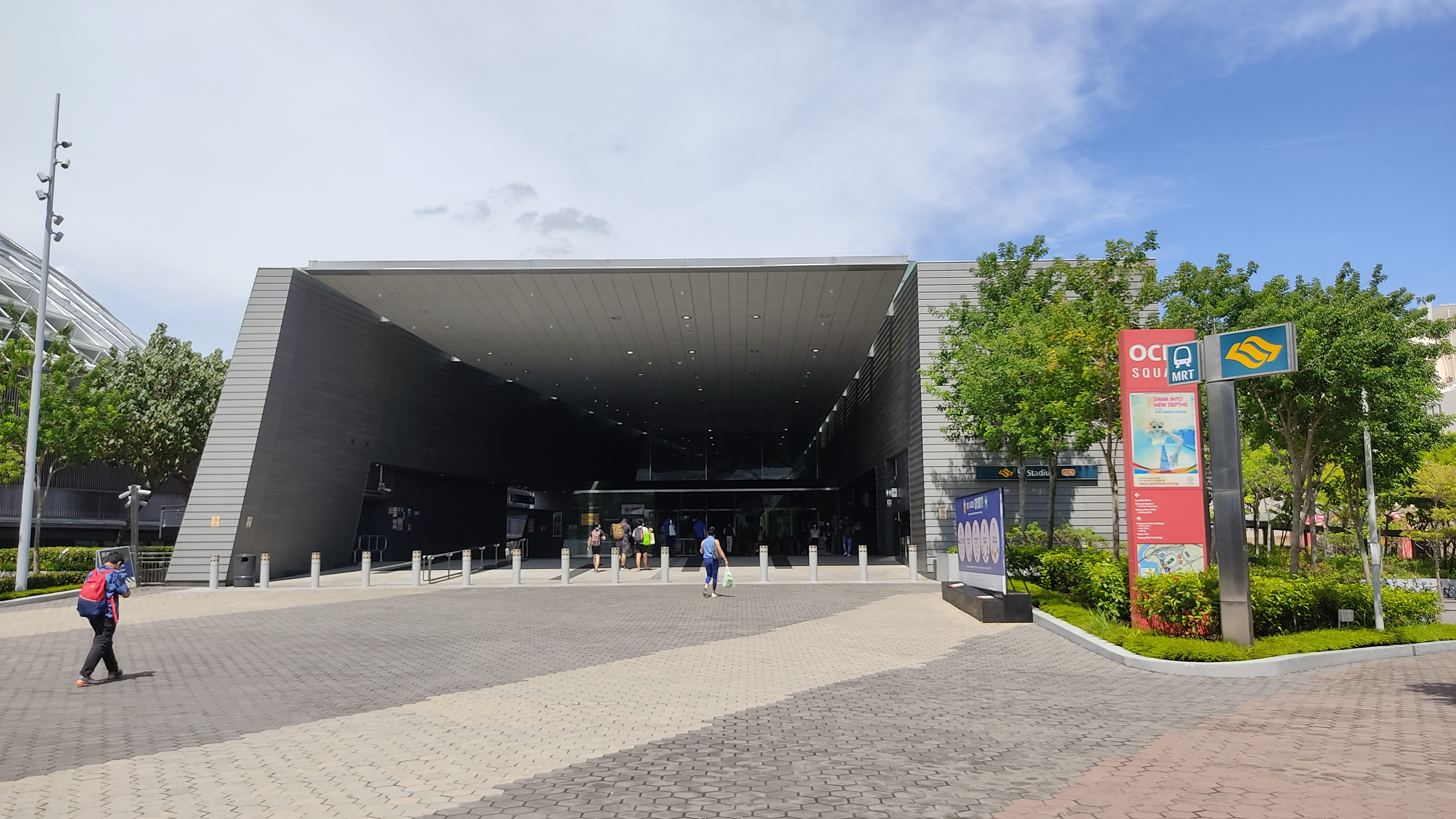

스타디움역(Stadium MRT station)은 서클 라인(CCL)의 지하철 MRT(Mass Rapid Transit) 역이다. 싱가포르 중부 지역 칼랑(Kallang) 지역에 위치한 이 역은 싱가포르 스포츠 허브와 국립 경기장, 실내 경기장, 칼랑 극장, 레저 파크 칼랑(Leisure Park Kallang) 등의 시설을 제공한다. SMRT 열차가 운행한다.
칼랑 또는 파야 레바르로 연결되는 마리나 MRT 노선 지점의 일부로 발표된 이 역 건설은 2001년에 시작되었다. 이 노선은 나중에 CCL에 1단계로 통합되었으며 역은 2010년 4월 17일에 개통되었다. CCL이 활동을 시작했다. WOHA의 역 디자인은 마리나 선 건축 설계 공모전을 통해 의뢰되었으며 2010년 대통령 디자인상에서 "올해의 디자인"을 수상했다.